# راب ادواردز (بازیکن فوتبال، زاده ۱۹۷۰)
راب ادواردز (انگلیسی: Rob Edwards؛ زادهٔ ۲۳ فوریهٔ ۱۹۷۰) بازیکن فوتبال اهل بریتانیا است.
از باشگاه‌هایی که در آن بازی کرده‌است می‌توان به باشگاه فوتبال هادرزفیلد تاون، باشگاه فوتبال چسترفیلد، و باشگاه فوتبال کرو آلکساندرا اشاره کرد.